# Svatava Titlbachová
Svatava Titlbachová, roz. Sokolíková (6. ledna 1923 – 1. prosinec 2024) byla česká vědkyně a antropoložka. Byla jednou ze zakladatelek tzv. antropologie mateřství.
Narodila se v Chlumu u Třeboně a studovala na základní škole v Třeboni. V roce 1950 obhájila doktorskou práci "Normal form of human hand in the relation to biotype". Poté působila na Katedře antropologie a genetiky člověka Přírodovědecké fakulty Univerzity Karlovy v Praze. Zabývala se problematikou vlivu sportovních aktivit na tělesnou stavbu žen, dále aplikací antropologie v kriminalistice, kde se specializovala na výzkum vlasů a identifikaci lidských kosterních nálezů. V roce 1966 se stala profesorkou. Spravovala Hrdličkovo muzeum člověka. V roce 1979 jí byla Městským zastupitelstvem v Humpolci udělena Pamětní medaile Dr. Aleše Hrdličky. V roce 1983 obdržela za svůj výzkum čestný diplom Československé akademie věd.